# Ibrahim Lama
Ibrahim Lama (né Abraham Lama en 1904 au Chili et mort le 14 mai 1953 en Égypte) est un réalisateur égyptien d'ascendance palestinienne ou libanaise.

## Biographie
Au Chili, Ibrahim Lama découvrit la photographie amateur tandis que son frère Badr travaillait comme assistant-réalisateur sur deux courts-métrages.
En 1924, Ibrahim Lama et son frère, qui avaient décidé de quitter le Chili pour le pays de leurs origines, furent séduits par Alexandrie où ils s'établirent. Ils rejoignirent la Gamâ't Ansâr el Sowar el Mutaharika, une association dont le but était de promouvoir le cinéma et qui se transforma ensuite en une société de production, la Mena Film. Ils en partirent pour fonder la leur, la Condor Film et leurs carrières devinrent liées : Ibrahim était scénariste et réalisateur, badr acteur. La femme de Badr, Badriya Raafat, était elle aussi une actrice.
Leur premier film fut Un Baiser dans le désert (Kubla fil Sahara), un film d'aventure et remake de Le Fils du cheik, un film de George Fitzmaurice sorti en 1926. Sa réalisation nécessita six mois, les lieux de tournage allant du studio miniature dans une villa jusqu'à l'immensité du désert. Ce fut le troisième film de l'histoire du cinéma égyptien, le premier étant Fi bilad Tout Ankh Amon de Victor Rosito en 1923.
En 1930, ils créèrent le premier studio bien équipé de l'histoire du cinéma égyptien.
À côté de leurs films d'aventures, ils firent aussi des films sociaux (comme El Dahâyâ (Les Victimes) ou Chabah el mâdî (Le Fantôme du passé)) et historiques (tels que Cleopatra ou Salah Eddine el Ayyoubî, ce dernier ayant pu inspirer Youssef Chahine en 1963 pour Saladin).
Badr Lama mourut en 1947, ce qui affecta Ibrahim. il employa comme acteur le fils de Badr, Samir, connu sous le nom de Samir Abdallah.
Le 14 mai 1953, il se tua après tué sa jeune femme grecque. La rumeur courut qu'il l'avait surprise au lit avec un autre homme.

## Source
- Bibliotheca Alexandrina, The Birth of the Seventh Art in Alexandria, 2007 : http://www.bibalex.org/alexcinema/cinematographers/Ibrahim_Lama.html Sur ce site, voir La Bibliotheca Alexandrina lance un Site Web et un Catalogue pour célébrer la Naissance du 7e Art à Alexandrie : http://www.bibalex.org/news/NewsDetails_FR.aspx?id=1713&keywords=Ibrahim%20Lama Une version de ce texte est aussi consultable sur Archive.org : http://archive-org.com/org/b/bibalex.org/2012-12-13_942754_81/Mohamed_Bayoumi_AlexCinema/